# Томас Адольфо Дуко (стадион)
Эстадио Томас Адольфо Дуко (исп. Estadio Tomás Adolfo Ducó) — стадион, находящийся в городе Буэнос-Айрес, столице Аргентины. Он располагается в районе Парке Патрисиос.
Стадион служит домашней ареной для футбольного клуба «Уракан» с 1924 года. На 2014 год вместимость стадиона составляет 61 239 зрителей.

## История
17 августа 1924 года стадион был открыт матчем, в котором «Уракан» уверенно одолел команду «Колон Санта-Фе» со счётом 4:0. Первоначально конструкции стадиона были деревянными и вмещали 12 000 человек.
Новый стадион на месте старого начал возводиться в 1942 году, и окончательно работы были завершены через шесть лет. Первый матч на новой арене прошёл 7 сентября 1947 года, в котором «Уракан» победил «Боку Хуниорс» со счётом 4:3 в рамках чемпионата Аргентины. За этим матчем наблюдало около 80 тыс. зрителей на трибунах. Официально же новый стадион был открыт 10 ноября 1949 года игрой, в которой «Уракан» победил уругвайский «Пеньяроль» — 4:1.
23 ноября 1967 года стадион получил своё нынешнее название в честь подполковника Томаса Адольфо Дуко, занимавшего пост президента «Уракана» с перерывами с 1938 по 1954 год и умершего в 1964 году.
В 1977 году стадион был реконструирован.
На Томас Адольфо Дуко прошёл первый финальный матч Южноамериканского кубка 2015 года, когда «Уракан» впервые в своей истории дошёл до финала крупного международного турнира.